# Isabel Muradàs
Isabel Muradàs Vázquez (n. México, D. F., México, 11 de mayo de 1967) es una economista mexicana de nacionalidad española. Perteneció, entre otros, a Unió Democratica de Cataluña y al partido Demócratas de Cataluña (DC). Desde el 11 de enero de hasta el 22 de enero de 2016 fue la alcaldesa de Gerona "en funciones", en sucesión del anterior Carles Puigdemont tras haber sido nombrado como nuevo Presidente de la Generalidad de Cataluña.

## Biografía
Licenciada en Ciencias económicas y Empresariales por la Universidad Pontificia Comillas de Madrid, también tiene un máster en Gestión y Ciencias políticas por la Universidad Politécnica de Cataluña. Tras finalizar sus estudios superiores, ha sido administradora del Área de Letras de la Universidad de Gerona (UdG) y ha trabajado como auditora en la empresa de servicios financieros mundialmente conocida "Ernst & Young" (EY). Es miembro del Registro Oficial de Auditores de Cuentas.
En el mundo político es militante del partido Demócratas de Cataluña (DC). Ocupó su primer cargo de responsabilidad política como Subdirectora de Estudios y Coordinación del Departamento de Gobernación y Relaciones Institucionales de la Generalidad de Cataluña. Después de celebrarse las Elecciones municipales de 2011 fue nombrada Concejala de Educación y Deportes y cuarta teniente de alcalde del Ayuntamiento de Gerona.
A su misma vez, en febrero de 2013 pasó a ser Directora de Servicios Territoriales del mismo Departamento de Gobernación y Relaciones Institucionales al ha pertenecido. En marzo de 2014 fue Jefa de gabinete de la presidencia de la Diputación Provincial de Gerona.
Un año más tarde, el 26 de mayo de 2015 sucedió en el escaño del Parlamento de Cataluña al político Xavier Crespo quien renunció al estar implicado en un caso de corrupción. Dejó de ser diputada el día 4 de agosto. En las siguientes elecciones municipales de 2015, renovó su acta de concejala y ascendió al ser nombrada primera teniente de alcalde.
Entremedias de todos estos años, después de que el alcalde de Gerona Carles Puigdemont fuera investido el 10 de enero de 2016 como nuevo Presidente de la Generalidad de Cataluña, en su sucesión fue elegida como nueva alcaldesa de Gerona "en funciones" hasta la nueva elección posterior.